# Boetius von Dacien
Boetius von Dacien (auch Boethius von Schweden; † vermutlich um 1284) war ein schwedischer bzw. dänischer Philosoph.

## Leben
Boetius war vermutlich ein säkularer Kleriker und Kanoniker der Diözese von Linköping. Er ist der bekannteste Anhänger des Siger von Brabant und ein Führer der radikalen Aristoteliker und Averroisten, die vor allem in der zweiten Hälfte des 13. Jahrhunderts an der Artistenfakultät der Pariser Universität lehrten und deren spezifische Lehren 1270 und 1277 durch den Pariser Bischof Stephan Tempier verurteilt wurden. Nach 1277 floh Boetius mit Siger aus Paris und appellierte an den Papst. In Orvieto wurde er aber durch die päpstliche Kurie festgesetzt und schloss sich dem Dominikanerorden an, wobei er der Ordensprovinz Dacia (Dänemark) zugehörte.

## Denken
Boetius verteidigte einen ungebändigten Rationalismus in dem Sinne, dass jeder Gegenstandsbereich rational untersuchbar sei und der Verstand auch Schlüsse begründen könne, die dem christlichen Glauben widersprächen. Beispielsweise hielt er die Schöpfung aus dem Nichts für ebenso unmöglich wie die Auferstehung der Toten und die Nichtewigkeit der Welt. In De summo bono erklärt er das Leben der Vernunft als philosophische Wahrheitsschau und tugendsame Lebensführung im Sinne des Aristoteles als höchstes Ziel menschlichen Lebens. Boethius versuchte aber einen Widerspruch zwischen Philosophie und Theologie zu vermeiden. Dazu teilte er zunächst deren Zuständigkeiten auf: die Philosophie untersucht die natürlichen Ursachen, die Religion dagegen gründet auf Übernatürlichem, die Theologie also in einer höherstufigen Erkenntnisquelle. Darum gebühre ihr in Konfliktfällen durchaus Vorrang und müsse, was philosophisch notwendig erscheint, etwa die Ewigkeit der Welt, den Offenbarungswahrheiten Platz machen. Man hat Boetius eine Lehre der doppelten Wahrheit zugeschrieben, tatsächlich aber scheint er stets vermieden zu haben, eine philosophische Schlussfolgerung wahr zu nennen, wenn sie dem Glauben widersprach.

## Werke
- De summo bono (englisch: Boethius of Dacia: On the Supreme Good, on the Eternity of the World, on Dreams, übers. von John F. Wippel, Pontifical Institute of Mediaeval Studies, Toronto 1987)
- De aeternitate mundi (deutsch: Bonaventura, Thomas von Aquin, Boethius von Dacien: Über die Ewigkeit der Welt. Mit einer Einleitung von Rolf Schönberger. Übersetzung und Anmerkungen von Peter Nickl, 2000)
- Martin Grabmann: Die Sophismataliteratur des 12. und 13. Jahrhunderts mit Textausgabe eines Sophisma des Boetius von Dacien (Omnis homo de necessitate est animal) In: Beiträge zur Geschichte der Philosophie und Theologie des Mittelalters. Band 36.1, Aschendorff, Münster 1940.
- The Sophisma Every Man Is of Necessity an Animal. In: Norman Kretzmann, Eleonore Stump (Hrsg.): The Cambridge Translations of Medieval Philosophical texts. Bd. 1: Logic and the Philosophy of Language. Cambridge University Press, Cambridge 1998, ISBN 0-521-28063-X.
- Modi significandi sive quaestiones super Priscianum Maiorem, Omnis homo de necessitate est animal, Topica. In Boethius von Dacien. Sprache , Wahrheit und Logik,  Lateinisch - Deutsch. Übersetzt und eingeleitet von Stefan Schick. Herder. Freiburg im Breisgau 2018.

## Modi significandi sive quaestiones super Priscianum Maiorem
Die Schrift Modi significandi sive quaestiones super Priscianum Maiorem (Über die Weisen des sprachlichen Bezeichnens oder Untersuchungen über Priscianus Maior) nimmt Bezug auf die ersten 16 Kapitel der Institutiones grammaticae des spätantiken Grammatikers Priscian. Dieses Werk hatte einen großen Einfluss auf die mittelalterliche Linguistik; dabei verschob sich der Schwerpunkt von der grammatica universalis - der Definition der Sprachteile, wie Nomen, Verb etc. - zur grammatica speculativa - die Darstellung der allgemeinen Struktur und Organisation der Sprache.
Mehrere Scholastiker haben zu dieser theoretischen Sprachwissenschaft Schriften verfasst. Diese wurden als Traktate zu den modi significandi (Bezeichnungsweisen) und die Autoren als modistae (Modisten) bezeichnet (siehe auch Geschichte der Sprachwissenschaft, 4.3 Grammatica speculativa und Modismus). Boethius von Dacien  fordert in den einleitenden Worten seiner Schrift, vor den Bezeichnungen der Worte und der syntaktischen Verbindungen die ersten Prinzipien der Grammatik zu erkennen. In den folgenden 28 Abschnitten behandelt er dann grundlegende Fragen, wie:
- weisen alle Einzelsprachen ein und dieselbe Grammatik auf (Frage 2) ? von Boethius von Dacien bejaht, zumindest mit Einschränkungen
- ist der Mensch von Natur aus im Besitz der Grammatik (Frage 16) ? auch dem wird zugestimmt und dargelegt, dass der Mensch ohne Unterrichtung sprachlichen Ausdruck lernen würde

Er definiert aber auch die Grammatik als die Wissenschaft, die geistige Inhalte in wohlgeformten Sätzen (oratio) ausdrückt; dabei werden Signifikaten (significata) übergeordnete Lexeme (dictiones) zugeordnet und durch die Weisen des sprachlichen Bezeichnens (modi significandi) in eine logisch Struktur gebracht. Damit ist der modus significandi für Boethius von Dacien als Modist der Schlüsselbegriff linguistischer Beschreibung, der die dictiones strukturiert. Dictio ist dabei ein noch unspezifizierter, sprachlicher Bedeutungsträger, Voraussetzung der modistischen Beschreibung. Die Übersetzung mit Lexem durch spätere Grammatiker ist nicht unproblematisch.
In den letzten Kapiteln folgt mit der Behandlung der acht Wortarten (Nomen, Verb, Pronomen, Partizip, Adverb, Konjunktion, Präposition, Interjektion) die Morphologie innerhalb der Grammatik.

## Omnis homo de necessitate est animal
Omnis homo de necessitate est animal (Jeder Mensch ist mit Notwendigkeit ein Lebewesen) ist ein Sophisma, das Boethius von Dacien verfasste, vermutlich während seiner Zeit an der Pariser Artistenfakultät. Ein Sophisma ist ein Text, in dem ausgehend von paradoxen, problematischen Sätzen grammatische oder logische Problem erörtert werden. Diese Sophismataliteratur spielte an den Artistenfakultäten eine zentrale Rolle. Zu Omnis homo de necessitate est animal und ähnlichen Themen finden sich in den Handschriften vom 12. Jahrhundert an mehrere Texte. Siger von Brabant und Robert Kilwardby verfassten ebenfalls  Sophismata mit diesem Titel.
Der Text ist in der Form einer Disputation gestaltet. Zuerst wird eine Frage gestellt, anschließend Argumente Pro und Contra angeführt und zuletzt die Frage beantwortet und Gegenargumente aufgelöst. Dabei wird die Argumentation der formalen Logik verwendet und die Schrift des Aristoteles häufig zitiert. So wird auf die Frage "Ist  jeder Mensch ist mit Notwendigkeit ein Lebewesen  wahr, wenn es keinen Menschen gibt ?" argumentiert:
- Pro: Lebewesen (animal) ist die Gattung (genus) des Menschen, und die Gattung kann gemäß Aristoteles, 4. Band der Topik nicht verloren gehen.
- Contra: Eine wahre Verbindung im Verstand kann nur existieren, wenn es eine wahre Verbindung in der Wirklichkeit gibt. Aber wenn es keinen Menschen gibt, sind Lebewesen und Mensch nicht verbunden.
- Antwort des Magisters: Man muss aber sagen, dass diese Aussage jeder Mensch ist mit Notwendigkeit ein Lebewesen falsch ist, egal ob es einen Menschen gibt oder nicht. Denn nach Aristoteles im neunten Buch der Metaphysik gilt: ...